# Mörkstreckad spetsnäsa
Mörkstreckad spetsnäsa (Aelia klugii) är en insektsart som beskrevs av Carl Wilhelm Hahn 1833. 
Mörkstreckad spetsnäsa ingår i släktet spetsnäsor, och familjen bärfisar. Arten är reproducerande i Sverige.